# فيليبي فلوريس (لاعب كرة قدم)
فيليبي فلوريس (بالإسبانية: Felipe Flores Quijada)‏ هو مدرب كرة قدم ولاعب كرة قدم تشيلي في مركز مهاجم ‏، ولد في 20 يوليو 1977 في لا سيرينا في تشيلي. لعب مع كولو-كولو ونادي بوافيشتا.

## وصلات خارجية
- فيليبي فلوريس (لاعب كرة قدم) على موقع قاعدة بيانات كرة القدم.إي يو (الإنجليزية)
- فيليبي فلوريس (لاعب كرة قدم) على موقع Soccerway.com (الإنجليزية)
- فيليبي فلوريس (لاعب كرة قدم) على موقع عالم كرة القدم.نت (الإنجليزية)